# Естонија на Европском првенству у атлетици у дворани 2021.
Естонија је учествовала на 36. Европском првенству у дворани 2021 који се одржао у Торуњу, Пољска, од 4. до 7. марта. Ово је четрнаесто Европско првенство у атлетици у дворани од 1994. године од када Естонија учествује самостално под овим именом. Репрезентацију Естоније представљало је 7 спортиста (4 мушкарца и 3 жене) који су се такмичили у 6 дисциплина (4 мушке и 2 женске).
На овом првенству представници Естоније нису освојили ниједну медаљу. У табели успешности према броју и пласману такмичара који су учествовали у финалним такмичењима (првих 8 такмичара) Естонија је са 2 учесника у финалу заузела 25. место са 6 бодова.
| Плас. | Земља    | 1. место | 2. место | 3. место | 4. место | 5. место | 6. место | 7. место | 8. место | Бр. фин.-Бод. |
| ----- | -------- | -------- | -------- | -------- | -------- | -------- | -------- | -------- | -------- | ------------- |
| 21.   | Естонија | –        | –        | –        | –        | 1–4      | –        | 1–2      | –        | 2–6           |

## Учесници
| Мушкарци: - Карл Ерик Назаров — 60 м - Тони Ноу — 400 м - Кеисо Педрикс — 60 м препоне - Ристо Лилеметс — Седмобој | Жене: - Крите Верлин — 60 м препоне - Диана Суман — 60 м препоне - Лилиан Турбан — Скок увис |  |

## Резултати

### Мушкарци
| Атлетичар         | Дисциплина   | Лични рекорд | Квалификације  | Квалификације | Полуфинале             | Полуфинале           | Финале               | Финале       | Детаљи                                   |
| Атлетичар         | Дисциплина   | Лични рекорд | Резултат       | Место         | Резултат               | Место                | Резултат             | Место        | Детаљи                                   |
| ----------------- | ------------ | ------------ | -------------- | ------------- | ---------------------- | -------------------- | -------------------- | ------------ | ---------------------------------------- |
| Карл Ерик Назаров | 60 м         | 6,63 НР      | 6,67 (.661) КВ | 1. у гр. 6    | 6,62 (.612) КВ, НР, ЛР | 2. у гр. 2           | 6,67                 | 7 / 63 (65)  |                                          |
| Тони Ноу          | 400 м        | 47,18        | 48,42          | 5. у гр. 4    | Није се квалификовао   | Није се квалификовао | Није се квалификовао | 44 / 48 (49) |                                          |
| Кеисо Педрикс     | 60 м препоне | 7,76         | 7,79 КВ        | 3. у гр. 2    | 7,93                   | 7. у гр. 1           | Није се квалификовао | 23 / 35      | Архивирано на веб-сајту (30. април 2021) |

#### седмобој
| Дисциплина   | Ристо Лилеметс | Ристо Лилеметс | Ристо Лилеметс | Ристо Лилеметс | Ристо Лилеметс | Ристо Лилеметс |
| Дисциплина   | Лич. рек.      | Резултат       | Бод.           | Плас.          | Укупно         | Плас.          |
| ------------ | -------------- | -------------- | -------------- | -------------- | -------------- | -------------- |
| 60 м         | 6,97           | 7,04           | 868            | 8.             | 868            | 8.             |
| Скок удаљ    | 7,28           | 7,28 =ЛР       | 881            | 9.             | 1.749          | 8.             |
| Бацање кугле | 15,00          | 14,50 ЛРС      | 759            | 9.             | 2.508          | 9.             |
| Скок увис    | 2,07           | 2,04           | 813            | 6.             | 840            | 8.             |
| 60 м препоне | 8,07           | 8,09           | 959            | 4.             | 4.307          | 6.             |
| Скок мотком  | 5,10           | 5,00           | 910            | 4.             | 5.217          | 4.             |
| 1.000 м      | 2:42,15        | 2:43,21        | 838            | 4.             | 6.055          | 5.             |
| Седмобој     | 6.089          |                |                |                | 6.055          | 5 / 10 (12)    |

### Жене
| Атлетичарка   | Дисциплина   | Лични рекорд | Квалификације | Квалификације | Полуфинале            | Полуфинале            | Финале                | Финале       | Детаљи                                   |
| Атлетичарка   | Дисциплина   | Лични рекорд | Резултат      | Место         | Резултат              | Место                 | Резултат              | Место        | Детаљи                                   |
| ------------- | ------------ | ------------ | ------------- | ------------- | --------------------- | --------------------- | --------------------- | ------------ | ---------------------------------------- |
| Крите Верлин  | 60 м препоне | 8,23         | 8,24 (.238)   | 4. у гр. 4    | Нису се квалификовале | Нису се квалификовале | Нису се квалификовале | 29 / 40 (44) | Архивирано на веб-сајту (30. април 2021) |
| Диана Суман   | 60 м препоне | 8,17         | 8,27 (.267)   | 7. у гр. 6    | Нису се квалификовале | Нису се квалификовале | Нису се квалификовале | 33 / 40 (44) | Архивирано на веб-сајту (30. април 2021) |
| Лилиан Турбан | скок увис    | 1,91         | 1,91 =ЛР      | 17.           |                       |                       | Није се квалификовала | 17 / 17      |                                          |